# Nesthäkchen (Kinderbuchreihe)
Die Kinderbuchreihe Nesthäkchen von Else Ury zählt zu den sogenannten Backfischromanen und vermittelt ein überwiegend traditionelles, an bürgerlichen Werten der wilhelminischen Zeit und der Weimarer Republik ausgerichtetes Frauen- und Familienbild.

## Zusammenfassung und Bearbeitungsgeschichte
Das Nesthäkchen Annemarie Braun ist ein lebhaftes Kind, unordentlich, schlecht in Handarbeiten und später durchaus keine perfekte Hausfrau. Sie macht Abitur und studiert Medizin, wenn sie auch ihr Studium für die Familie an den Nagel hängt. Ihr lebhaftes Temperament bleibt ihr bis ins Alter.
Neun Bände wurden nach dem Zweiten Weltkrieg überarbeitet, modernisiert und vor allem gekürzt. Der vierte Band, der den Ersten Weltkrieg aus deutscher Sicht schildert, ist seit 2006 für englischsprachige Leser in Steven Lehrers Übersetzung Nesthäkchen and the World War im Buchhandel erhältlich. In Deutschland wurde der Band erst im Jahre 2014 vom Geest-Verlag (Vechta) neu verlegt, und zwar in der Fraktur-Schrift des Originals und mit den Originalgrafiken, und versehen mit einem Vorwort der Ury-Biografin Marianne Brentzel.
Im Januar 2014, nach Ablauf der gesetzlichen Urheberrechtsfrist, erschienen die Nesthäkchenbände (auch der vierte Band) im Originaltext beim Projekt Gutenberg.

## Nesthäkchen-Reihe

### Band 1:Nesthäkchen und ihre Puppen(1913/1918)
Die Hauptfigur der Nesthäkchenreihe ist die zu Beginn der Handlung sechsjährige Annemarie Braun. Da sie bei Ausbruch des Ersten Weltkrieges elf Jahre alt ist, muss sie 1903 geboren sein; Band 1 spielt also zur Deutschen Kaiserzeit.
Die Familie lebt in der später nach Berlin eingemeindeten Stadt Charlottenburg, Knesebeckstraße, der Vater ist der Arzt Dr. Edmund Braun (der Vorname wurde nach 1945 in „Ernst“ geändert), Mutter Elsbeth ist Hausfrau. Annemaries ältere Brüder sind der brave Hans (der älteste) und der freche Klaus, beide die personifizierten äußeren Gegenpole zu den zwei Seiten von Annemaries Charakter, einerseits der wilden, neugierigen und risikofreudigen, andererseits der braven, fleißigen und strebsamen. Als jüngstes Kind der Familie wird Annemarie als das „Nesthäkchen“ bezeichnet, doch hat sie auch den Spitznamen „Lotte“. Eine Erklärung für diesen Kosenamen (zweiter Vorname o. Ä.) wird nicht gegeben. Weitere Hausbewohner sind die Köchin Hanne, die Annemarie als „ihr“ Kind bezeichnet, das Stubenmädchen Frieda, das Kindermädchen, nur Fräulein genannt, der Hund Puck und Annemaries Kanarienvogel Mätzchen. Zur Familie gehören auch Annemaries Großmutter mütterlicherseits, deren Schwester Albertinchen und Tante Kätchen, die Schwester der Mutter, die mit Onkel Heinrich und ihren Kindern Ellie, Herbert und Peter in Schlesien auf dem Gut Arnsdorf lebt. (Arnsdorf wurde nach 1945 aus Schlesien nach Niederbayern verlegt.)
Annemarie ist ein temperamentvolles und lebhaftes Kind. Ähnlich wie Der Trotzkopf von Emmy von Rhoden – Trotzkopf Ilse Macket ist eine Vorgängerin von Else Urys Nesthäkchen Annemarie Braun – eckt auch Annemarie mit ihrer Lebhaftigkeit und ihrem häufigen Ungehorsam an, ist aber dennoch überall beliebt, und zwar nicht wegen mühsam erlernter Tugenden, sondern wegen ihrer Herzensgüte, ihrer Ehrlichkeit und Natürlichkeit. Wie Ilse ist Annemarie der Liebling ihres Vaters.
Der erste Band schildert die Alltagsabenteuer des kleinen Mädchens in den Jahren 1909–1910. Das Buch nimmt erst in der zweiten Hälfte eine fortlaufende Handlung an, zunächst werden einzelne Episoden geschildert:
Da Annemarie als „höhere Tochter“ nicht mit den anderen (gesellschaftlich untergeordneten) Kindern im Innenhof spielen darf, verbringt sie die meiste Zeit mit ihren Puppen; ihr Liebling ist die Puppe Gerda. Oft werden die „Gedanken“ der Puppen geschildert – sie sind hier eine moralische Instanz und das Sprachrohr Else Urys (Bsp.: „Annemarie wußte genau, daß Puppe Gerda damit nicht einverstanden war“ u. Ä.). Als Puppe Gerdas Perücke sich ablöst, schneidet Annemarie sich einen ihrer Zöpfe ab, der ihrer kahlköpfigen Puppe anwachsen soll.
Um einmal das Chaos beim Hausputz miterleben zu dürfen, bei dem sie normalerweise mit ihrem Kindermädchen spazieren gehen muss, hofft Annemarie auf Regen. Sie hat gehört, dass bei Regen „das Barometer fällt“, und beschließt nachzuhelfen, indem sie das Barometer des Vaters von der Wand nimmt und es zu Boden fallen lässt.
Ein Leierkastenmann lässt Annemarie das Verbot vergessen: Sie tanzt mit den anderen Kindern im Innenhof und läuft schließlich mit ihnen dem Leierkastenmann durch die Straßen Charlottenburgs hinterher.
Mit dem Schiffermädchen Lenchen tauscht Annemarie ihre feinen Schuhe gegen Holzpantinen.
Ein Umbruch in der Erzählung kommt durch Annemaries Besuch bei den Verwandten auf Gut Arnsdorf. Hier erlebt das überbehütete Stadtkind erstmals die Freiheit des unbeaufsichtigten Spielens im Freien.
Ab hier nimmt Ury auch eine klar chronologische Erzählweise auf, die Ereignisse stehen nun in schlüssiger Folge.
Da Annemarie sich in der Folge zu Hause langweilt, schickt ihre Mutter sie in einen Kindergarten – ein für das frühe 20. Jahrhundert überraschend moderner Entschluss.
Das Buch endet mit dem Weihnachtsfest und einem Ausblick auf Annemaries kommende Schulzeit. Annemarie nimmt mit einer Puppenhochzeit Abschied von ihrem Spielzeug.

### Band 2:Nesthäkchens erstes Schuljahr(1915/1918)
Band 2 schildert Annemaries erstes Schuljahr. In der ersten Klasse, die nach alter Zählung die zehnte ist, sind fünfzig Schülerinnen. Klassenlehrerin ist das nette Fräulein Hering. Annemarie schließt Freundschaft mit der Nachbarstochter Margot Thielen und den beiden Cousinen Marlene Ulrich und Ilse Hermann. Auch zu der ungezogenen Hilde Rabe fühlt sich Annemarie hingezogen.
Das Buch schildert den Schulalltag in der Deutschen Kaiserzeit. So wird in der Klasse eine Rangordnung eingeführt, bei der die besten Schülerinnen vorn, die schlechten hinten sitzen.
Annemarie wird eine sehr gute Schülerin, dennoch bleibt sie nicht lange auf dem ersten Platz, da nicht nur die Leistung, sondern auch Betragen und Ordnung benotet werden. So wird Annemarie bald von ihrer Freundin Margot Thielen überflügelt, die weniger begabt, jedoch ein ausgesprochen braves Kind ist. In den Ausgaben bis in die 1980er erklärt Annemaries Mutter ihrer Tochter, Ordnung und Betragen seien bei einem Mädchen wichtiger als gute Noten. Annemarie bleibt jedoch bei ihrer Unordentlichkeit, bis sie eines Tages vergisst, ihrem Kanarienvogel Mätzchen frisches Wasser zu geben. Das Vögelchen stirbt, und Annemarie spürt zum ersten Mal, welche schlimmen Folgen Schlampigkeit haben kann. Doch sie bekommt zu Weihnachten einen neuen Vogel, von dem sie glaubt, dass ihr alter Vogel auferstanden sei. Sie wird – zumindest bis zum Ende des Buches – ein ordentliches Kind und darf schließlich zur Belohnung eine Kindergesellschaft geben.
Das Stricken, das Annemarie schwerfällt, lernt sie von ihrer Großmutter. In den Sommerferien fährt sie mit den Eltern ins schlesische Riesengebirge.

### Band 3:Nesthäkchen im Kinderheim(1915/1921)
Zu Beginn von Band 3 wird Annemarie zehn Jahre alt. Sie ist nach wie vor ein lebhaftes Kind und eine gute Schülerin. Kurz vor ihrem Geburtstag bricht sie in der Schule mit hohem Fieber zusammen: Annemarie hat sich über ihren Vater, der Charlottenburger Scharlachkinder betreut, mit Scharlach infiziert. Nach langer Genesungszeit in der Privatklinik ihres Vaters ist sie immer noch sehr geschwächt. Deshalb wird sie von den Eltern zur Erholung für ein Jahr in das Kinderheim „Villa Daheim“ in Wittdün auf der Nordseeinsel Amrum geschickt, das von der Kapitänswitwe Frau Clarsen und deren Schwester Lenchen geleitet wird. (Das Schiff legt in Norddorf an, was damals tatsächlich der Fall war, es gab in Norddorf einen Hafen auf der Kniepsandseite; auch eine Inselbahn existierte zu jener Zeit auf Amrum.) Das Leben auf der Insel, Landschaft und Sitten, Kleidung und Sprache, werden detailliert, wenn auch oft klischeehaft, beschrieben. Die Norddeutschen sprechen Plattdeutsch (die hochdeutsche Übersetzung steht in Klammern dahinter). Gelegentlich ist von „friesischem Platt“ die Rede, Worte in authentischem Amrumer Friesisch sind jedoch nicht zu finden. Annemarie schließt Freundschaft mit dem ungezogenen Jungen Peter, der sie immer wieder zu Streichen anstiftet. Die beiden reißen bei einem Spaziergang gemeinsam aus, um Reichtum und Schwerter im Watt zu suchen. Sie gehen bei Niedrigwasser weit hinaus und werden dann von der auflaufenden Flut überrascht. Doch sie finden (wenn auch unter Mühen) wieder aus der gefährlichen Situation heraus. Annemarie freundet sich auch mit dem braven Mädchen Gerda an. Gerda hat infolge der Kinderlähmung ein krankes Bein. Ein weiterer Gegenpol zu Peter (der in dieser Romanfolge den wilden Bruder Klaus als ihren Gegenpart ersetzt) ist Kurt, den sie bereits in Berlin im Krankenhaus kennenlernte. Kurt sitzt im Rollstuhl, schafft es aber mit viel Geduld und Annemaries Hilfe, wieder laufen zu lernen.
Am Ende der Geschichte bricht der Erste Weltkrieg aus. Annemarie ist mittlerweile elf Jahre alt. Hals über Kopf verlassen die Kurgäste die Insel. Auf der Flucht fällt Annemaries Puppe Gerda von der Landungsbrücke ins Wasser. Die Szene hat eine symbolische Bedeutung: Annemaries Kindheit ist damit zu Ende.
Dieser Band ist der am stärksten überarbeitete der Nesthäkchenbücher. Annemarie geht nach alter Zählung in die achte Klasse und steigt auf in die siebte. In den späteren Ausgaben ist sie Drittklässlerin und kommt ins vierte Schuljahr. In der 1920er Ausgabe stammt Annemaries Freundin Gerda aus Breslau, der Hauptstadt von Niederschlesien. Nach 1945 wurde daraus München, die Hauptstadt von Bayern. Im Original besucht „Prinzessin Heinrich“ (d. i. Irene von Hessen-Darmstadt, 1866–1953, Ehefrau von Prinz Heinrich, Bruder von Kaiser Wilhelm II.) die Insel und das Kinderheim, später wurde es die „junge Königin von Dänemark“.
In einem zusätzlichen Schlusskapitel Kriegszeit wird der nach 1945 in der Urfassung indizierte Band 4 Nesthäkchen und der Weltkrieg zusammenfassend angefügt. Der weitere Verlauf des Ersten Weltkrieges wird mit den Worten „Jedoch war der entsetzliche Krieg kurze Zeit später beendet.“ zusammengefasst. Annemaries neue Freundin Vera, die eigentlich erst in Band 4 auftaucht, wird mit wenigen Worten eingeführt.

### Band 4:Nesthäkchen und der Weltkrieg(1917/1921)
Band 4 schildert Annemaries Erlebnisse im Ersten Weltkrieg von 1914 bis 1916.
Annemaries Vater, Dr. Braun, ist als Soldat und Stabsarzt in Frankreich. Auch die Mutter ist abwesend: Sie weilte bei Kriegsausbruch bei ihrer Cousine Annchen, die mit dem Engländer John verheiratet ist, und kann nicht nach Deutschland zurück, da sie aufgrund einer Nervenkrise die letzte Abreisemöglichkeit für Deutsche verpasste. Von ihren Briefen treffen nur einige wenige bei ihrer Familie ein. Während der Abwesenheit der Eltern kümmern sich die Großmutter, das Kindermädchen und die Köchin Hanne um Annemarie und ihre Brüder.
Schließlich wird die Mutter, nachdem sie sich unvorsichtigerweise begeistert über den Erfolg der deutschen U-Boote geäußert hat, als angebliche Spionin verhaftet, jedoch bald darauf wieder freigelassen.
Annemaries Bruder Hans bringt eines Tages ein Findelkind mit nach Hause, das Baby ostpreußischer Flüchtlinge, die wahrscheinlich umgekommen sind. Annemarie nimmt das Kind ins Haus und gibt ihm aus Begeisterung für Paul von Hindenburg den Namen „Hindenburg“. Zuletzt kommt das Kind zum Hausmeisterehepaar und erhält den Namen Max. Annemaries Patriotismus geht so weit, dass sie daheim eine „Fremdwortkasse“ einrichtet – wer ein Fremdwort benutzt („Pompadour“ statt „Handtasche“, „Portier“ statt „Hausmeister“ usw.), muss fünf Pfennig zahlen.
In Annemaries Klasse kommt ein neues Mädchen, Vera Burkhard aus Czernowitz in der Bukowina, welches kaum Deutsch spricht. Angestachelt von zwei älteren Mädchen, hält Annemarie Vera für eine „polnische Spionin“ und damit „Feindin“ und beginnt, das Mädchen zu schikanieren. Ihre Freundinnen Margot, Ilse und Marlene haben Mitleid mit Vera, wagen jedoch keinen Widerspruch gegen die dominante Annemarie. Gelegentlich kommen auch Annemarie Zweifel an der Richtigkeit ihres Verhaltens, doch will sie sich ihr Unrecht nicht eingestehen. Schließlich verkündet der Klassenlehrer, dass Veras Vater in der Karpatenschlacht auf deutscher Seite gefallen sei und somit den sogenannten „Heldentod“ erlitten habe. Veras Ansehen ist daraufhin wiederhergestellt, und die beschämte Annemarie will ihr Verhalten wiedergutmachen. Vera wird zu ihrer besten Freundin.
Weitere wichtige Episoden:
Annemarie hält einen im Haus lebenden Siamesen für einen feindlichen Japaner und grüßt ihn fortan nicht mehr, doch ihr Kindermädchen erklärt ihr, Unhöflichkeit sei niemals etwas Patriotisches. Als Annemarie befürchtet, ihrer Mutter ginge es in England schlecht, erklärt ihr ein Arzt, ein Kollege ihres Vaters, lachend: „So arg behandeln die Engländer Damen nicht, wenn sie auch einer feindlichen Nation angehören.“ Eines Abends betet Annemarie zum lieben Gott, er möge Deutschland unterstützen, bis ihr einfällt, dass vielleicht französische und englische Kinder zum gleichen Gott beten. Daraufhin bittet sie Gott, doch wenigstens neutral zu sein. Als Annemarie in ihrem Patriotismus kein Französisch und Englisch mehr lernen will, da es die Sprachen der Feinde sind, erteilt ihr der Lehrer eine Lektion im Weiterdenken: Nach dem Krieg müssten die Beziehungen der Völker neu angeknüpft werden, wofür Sprachkenntnisse vonnöten seien, und das Vaterland brauche eine gebildete Jugend.
Band 4 endet mit der überraschenden Rückkehr der Mutter aus England und der Hoffnung auf einen siegreichen Frieden. Wie am Ende aller Bände wird auch hier eine Reifung Annemaries suggeriert – diese ist jedoch im jeweiligen Folgeband jedes Mal wieder dahin und Annemarie wieder das temperamentvolle verwöhnte Mädchen.
Die Aussage des Buches ist nicht eindeutig. Trotz der patriotischen Begeisterung für Deutschland und gelegentlichem Chauvinismus („Sie bekamen deutsche Fäuste zu spüren“ und ähnliche markige Worte) wird kein Hass gepredigt. Krieg gilt als trauriges Ereignis und Frieden als Normalzustand, und es finden sich immer wieder versöhnliche Töne. Annemaries Gehässigkeit gegen Vera wird eindeutig als inakzeptables Verhalten kritisiert (Ury nennt Annemarie u. a. ein „dummes Mädchen“).
2014 erschien im Geest-Verlag eine Neuausgabe des Buches mit einem Vorwort von Else Urys Biographin Marianne Brentzel.

### Band 5 (4):Nesthäkchens Backfischzeit(1919)
Als „Backfisch“ bezeichnete man früher ein junges Mädchen zwischen vierzehn und siebzehn Jahren.
Dieser Band schildert also Annemaries Jugendzeit, die in die politisch und wirtschaftlich unruhige Zeit kurz nach dem Ersten Weltkrieg fällt. Da Annemarie im Laufe des Bandes 16 Jahre alt wird, spielt der Roman zwischen 1919 und 1922, wobei hauptsächlich das Jahr 1919 geschildert wird. Die folgenden Jahre werden übersprungen; der Leser findet sich im letzten Kapitel „Examensnöte“, in welchem es um Annemaries Abitur geht, im Frühjahr 1922 wieder.
Annemarie und ihre Freundinnen Vera, Marlene und Ilse besuchen das Gymnasium. Als Annemarie sich von ihrer Deutschlehrerin ungerecht behandelt fühlt, will sie nach dem Vorbild der Räterepublik einen Schülerrat gründen und gerät mit dem Direktor der Schule aneinander. Ihre Versetzung gerät wegen ihres aufsässigen Verhaltens in Gefahr, schließlich schafft sie es aber doch in die höhere Klasse.
Ihre Geburtstagsfeier muss sie durch eine allgemeine Stromsperre stören lassen. Im Sommer kommt es zu einer Generalblockade, durch die Elektrizität und Wasserversorgung komplett stillgelegt werden.
Annemarie besucht ihre Verwandten auf Gut Arnsdorf in Schlesien (in den Auflagen nach 1945: in Niederbayern), doch auf der übereilten Rückreise aufgrund der Besetzung Oberschlesiens durch polnische Truppen bleibt sie bedingt durch einen Eisenbahnerstreik in Sagan liegen (in den Auflagen nach 1945: Annemarie muss Arnsdorf wegen eines kommenden Generalstreiks verlassen und der Zug bleibt wegen Kohlenmangel in Nürnberg stehen). Um Geld zu verdienen, wird sie Kindermädchen bei einer Arztfamilie. Familie Lange fällt bald auf, dass es sich um ein gebildetes Mädchen aus gutem Hause handelt, da sie Lateinkenntnisse hat, nicht ohne Hut auf die Straße gehen will, berühmte Gemälde kennt und ein Buch von Selma Lagerlöf im Gepäck hat. Als Annemaries Identität enthüllt wird, entpuppt sich Dr. Lange als Studienfreund ihres Vaters, und sie wird bis zur Rückkehr nach Berlin von den Langes als Pflegetochter behandelt.
Im Winter herrschen Kohlenknappheit und eine heftige Grippewelle. Trotzdem versucht Annemarie, Kohlen für ihre Familie zu ergattern, was ihr aber nicht gelingt. Schließlich wird auch sie krank.
Der Roman endet mit Annemaries Abitur – sie und ihre Freundin Marlene haben alle schriftlichen Prüfungen mit Eins bestanden und werden vom mündlichen Abitur befreit.
Trotz der schwierigen Zeiten behält auch in diesem Band der Humor die Oberhand.

### Band 6 (5):Nesthäkchen fliegt aus dem Nest(1921)
In diesem Roman, welcher in den Jahren 1922 und 1923 spielt, geht Annemarie mit ihren Freundinnen Ilse und Marlene zum Studieren nach Tübingen. Sie will dort ein Jahr Medizin studieren, um Assistentin ihres Vaters zu werden. Nur unter der Bedingung, dass sie die Ausbildung danach in Berlin fortsetzt, hat ihr der Vater das Studienjahr in Tübingen erlaubt. Tante Albertinchen ist nicht damit einverstanden, dass ein junges Mädchen allein das Elternhaus verlässt.
Auf der Hinfahrt verpasst Annemarie in Würzburg einen Zug und verliert Ilse und Marlene aus den Augen. In Würzburg trifft sie den jungen Arzt Rudolf Hartenstein, der ihr sofort gefällt.
Endlich in Tübingen angekommen, lebt Annemarie mit Ilse und Marlene bei dem Ehepaar Nepomuk und Veronika Kirchmäuser und deren Kindern Vronli und Kasperle. Die Mädchen schließen Freundschaft mit den Studenten Krabbe, Neumann und Egerling, mit denen sie einen „Schwäbischen Wanderbund“ gründen. Else Ury greift hier das Motiv der zu Beginn des Jahrhunderts populären Wandervogelbewegung auf.
Auf einem Fest im Hause des Professors Bergholz trifft Annemarie Rudolf Hartenstein wieder und lernt dessen Schwester Ola kennen.
Im Laufe der Zeit verlieben sich Annemarie und Rudolf ineinander. Zur Liebeserklärung kommt es bei einem dramatischen Vorfall in der Nebelhöhle, in der Annemarie fast in einen tiefen Schlund stürzt und Rudolf sie im letzten Moment festhält. Auf dem Ulmer Münster macht er ihr einen Heiratsantrag, den sie jedoch ablehnt, da sie ihrem Vater versprochen hat, seine Assistentin zu werden.
Zum Sommersemester kehrt Annemarie nach Berlin zurück, um in einer Klinik praktisch zu arbeiten. Auch Rudolf Hartenstein ist in Berlin und arbeitet als Arzt in der gleichen Klinik wie Annemarie. Er ist Annemaries Vorgesetzter, und zwischen den beiden kommt es zu Spannungen. Als sie sich bei einem Unwetter im Charlottenburger Schlosspark begegnen, erneuert Rudolf seine Liebeserklärung, und diesmal gibt Annemarie nach. Die beiden heiraten, ebenso Annemaries Bruder Hans und Rudolfs Schwester Ola.
In der 1920er Ausgabe findet sich ein Hinweis auf den verlorenen Ersten Weltkrieg – Annemarie besichtigt die Burg Hohenzollern, die „so stolz dasteht, als ahne sie nichts vom jähen Sturz ihres Geschlechts“.
Einige Ausgaben enthalten ein zusätzliches Kapitel: einen Epilog mit Ausblick auf Annemaries Zukunft, in dem sie soeben Mutter der Tochter Vronli geworden ist.

### Band 7 (6):Nesthäkchen und ihre Küken(1923)
Spätestens in diesem Roman hat die Handlung die damalige Zeitgeschichte überholt, die Geschichten spielen strenggenommen in der damaligen Zukunft. Annemarie wurde 1903 geboren und hat mit 20 geheiratet, könnte also erst 1930 ihren (im Buch vorkommenden) siebten Hochzeitstag feiern.
Um die Reihe weiterführen zu können, dehnte Else Ury die mittleren 1920er auf fiktionale ca. 50 Jahre aus: Die Zeit bleibt stehen, während die Charaktere jedoch altern. (In manchen trivialen Kinderserien dagegen altern auch die Charaktere nicht oder kaum.) Annemaries Leben verläuft deshalb nicht mehr, wie in den ersten Nesthäkchen-Bänden, in einem tatsächlichen historischen Zeitraum.
Nesthäkchen und ihre Küken beginnt mit Annemaries und Rudolfs siebtem Hochzeitstag. Die beiden haben mittlerweile drei Kinder, die sechsjährige Vronli, den dreijährigen Hans und die zweijährige Ursel, und leben in Berlin-Lichterfelde. Annemaries Eltern sind als „Omama“ und „Opapa“ beliebte Großeltern, ihre Großmutter das „Urmütterchen“ und Tante Albertinchen das „Urtantchen“ der Kinder. Bruder Hans ist Amtsrichter und verheiratet mit Rudolfs Schwester Ola, die beiden haben die Söhne Herbert und Waldemar. Klaus ist Landwirt, nach wie vor Junggeselle, verehrt jedoch Annemaries Freundin Ilse. Ilse Hermann und Marlene Ulrich, die unzertrennlichen Cousinen, sind Lehrerinnen an einer Mädchenschule. Auch Margot und Vera sind noch unverheiratet und berufstätig – Margot als Leiterin einer Damenschneiderei und Vera als Fotografin.
Annemaries Tochter Vronli wird eingeschult. An diesem Tag sind die Kinder Hans und Ursel kurz unbeaufsichtigt und geraten an die Streichhölzer des Vaters, mit denen Hans ein Feuer verursacht. Die Feuerwehr kann den Brand löschen, das Haus ist jedoch vorerst unbewohnbar. Die obdachlose Familie findet zunächst Unterschlupf bei ihrem Nachbarn, dem einsamen alten, aber kinderlieben Junggesellen Herrn Pfefferkorn, und dessen griesgrämiger Haushälterin Frau Lübke; danach siedeln Annemarie und die Kinder bis zum Abschluss der Renovierung zu ihren Eltern über. Finanzielle Sorgen quälen Annemarie und Rudolf, und Annemarie hat den Wunsch, selbst Geld zu verdienen, um ihrem Mann zu helfen. Zur Ausführung kommt dieser Plan allerdings nicht.
„Urmütterchens“ siebzigster Geburtstag wird gefeiert (die Autorin hat offenbar übersehen, dass Großmutter schon in Band 3 ihren Siebzigsten gefeiert hat), „Urtantchen“ stirbt bald darauf. Im Winter erkranken Annemaries Kinder schwer an Grippe, werden jedoch wieder gesund.
Im Sommer reist Annemarie mit ihren Kindern, Ilse und Marlene zu ihrem Bruder Klaus nach Pommern aufs Land. Sie leben auf seinem Gutshof Lüttgenheide an der Ostsee, Nachbar ist der Vetter Peter auf Grotgenheide. Der Band schließt mit der Verlobung von Klaus und Ilse und Peter und Marlene.
In den ersten Ausgaben schließt der Band mit einem Nachwort von Else Ury, in dem sie erklärt, dass sie lange gezögert habe, die Nesthäkchen-Reihe fortzusetzen, und sie schließlich die vielen Briefe ihrer jungen Leserinnen dazu bewegt hätten.
Auch dieser Band wurde in der heutigen Ausgabe modernisiert – im Original schlägt Annemarie gelegentlich ihre Kinder, was in den neueren Auflagen nicht mehr vorkommt.

### Band 8 (7):Nesthäkchens Jüngste(1924)
Der zeitlichen Logik zufolge schreibt man in Band 8 das Jahr 1945, doch wenn der überstandene Weltkrieg erwähnt wird, ist nach wie vor der Erste gemeint – nicht der Zweite Weltkrieg, den Else Ury nicht voraussehen konnte.
Seit dem vorigen Band sind 15 Jahre vergangen. Annemaries Mann Rudolf ist mittlerweile Geheimrat und Professor, Tochter Vronli, ernst, vernünftig, fleißig und bescheiden, ist als Säuglingsschwester in München tätig, Sohn Hans, ein schlechter Schüler, steht kurz vor dem Abitur und will entgegen den Wünschen seines Vaters nicht Medizin studieren, sondern Landwirt werden wie sein bewunderter Onkel Klaus. Hauptfigur ist die jüngste Tochter Ursel, siebzehn, soeben aus der Schule und Annemarie sehr ähnlich. Sie hat eine schöne Stimme und will Sängerin werden, doch ihr Vater besteht darauf, dass sie eine Banklehre anfängt. Die Situation zwischen Vater und Tochter eskaliert für die damalige Zeit sehr heftig, doch Annemarie glättet die Wogen und handelt einen Kompromiss aus: Ursel fängt in der Bank an, darf jedoch Gesangsstunden bei einer alternden Operndiva nehmen.
Annemaries Bruder Klaus ist mit Ilse verheiratet, die beiden haben vier Söhne, während Marlene und Peter Eltern dreier Töchter sind. Bruder Hans ist seit dem Tod seiner Frau Ola vereinsamt, die beiden Söhne verwildert. Annemaries Freundin Margot wird seine Haushälterin und wenig später seine zweite Frau.
Auch Annemaries Mutter ist Witwe geworden und durch den Kummer stark gealtert. Da ihre Wohnung für sie und Hanne zu groß ist, nimmt sie Pensionäre auf, unter anderem zwei reiche brasilianische Geschwister – Milton und Margarida Tavares, Kinder eines Kaffeeplantagenbesitzers. Die beiden musizieren gemeinsam mit Ursel und freunden sich mit ihr an. Ursel und Milton verlieben sich ineinander, doch Ursel fürchtet die Trennung von der Heimat.
Mittlerweile fühlt sich Ursel in der Bank immer unwohler, und nach einem Zusammenstoß mit ihrem Vorgesetzten kündigt sie zum Entsetzen ihrer Eltern. Alles renkt sich ein, als ein Patient des Vaters, Musikprofessor Lange, Ursel singen hört und Rudolf Hartenstein bittet, Ursel auf das Konservatorium gehen zu lassen. Als Ursel bei einem großen Konzert für eine erkrankte Sängerin einspringen darf, scheint sie am Beginn einer großen Karriere zu stehen. Letztlich erkennt sie jedoch, dass ihre Liebe stärker ist. Sie heiratet Milton Tavares und geht mit ihm nach Brasilien – Annemarie setzt sich trotz des eigenen Trennungsschmerzes für sie ein. Zahlreiche Briefe nach Hause schildern Ursels neues Leben, am Ende des Bandes ist sie Mutter der Zwillinge Anita und Marietta, die nach Großmutter Annemarie benannt sind.
Nesthäkchens Jüngste zeigt inhaltliche Ähnlichkeiten mit der älteren Trotzkopf-Reihe. Wie Tochter Ruth Mutter Ilses Ebenbild ist, ist Ursel Annemaries jüngere Ausgabe. Wie Ruth Gontrau träumt auch Ursel Hartenstein von einer Gesangskarriere. Auch das Auswandern nach Amerika ist in Der Trotzkopf zu finden: Dort verlobt sich Ilses Tochter Marianne mit Fritz, der in Amerika ein erfolgreicher Geschäftsmann geworden ist, und geht mit ihm nach San Francisco. Nach vielen Jahren der Trennung kommen die Kinder aus Amerika nach Deutschland.

### Band 9 (8):Nesthäkchen und ihre Enkel(1924)
Sechzehn Jahre sind seit Ursels Hochzeit vergangen, ebenso lange hat sie ihre Familie nicht gesehen. Sie lebt mit ihrem Mann Milton Tavares, den vierzehnjährigen, sehr verschiedenen Zwillingen Anita und Marietta und ihrem kleinen Sohn Juan/Hans in São Paulo. Die reiche Familie lebt im Luxus, doch Ursel engagiert sich sozial für die ausgebeuteten Plantagenarbeiter. Marietta will ihrer Mutter nacheifern, während die verwöhnte Anita nur an sich denkt. Eines Tages verirrt sich Marietta auf einer Nachbar-Plantage und findet ein kleines deutsches Mädchen, Lotte Müller, dessen Mutter in einer Lehmhütte im Sterben liegt. Die verwaiste Lotte wird von den Tavares aufgenommen und soll auf die lange geplante Deutschlandreise mitgenommen werden, um die Verwandten der Mutter zu finden.
Annemarie leidet schwer unter der langen Trennung von ihrer Jüngsten. Sie ist mittlerweile die geliebte „Omama“ von Vronlis Tochter Gerda und Hans’ Kindern Lilli, Eva, Edchen (vermutlich benannt nach Annemaries Vater, der im Original Edmund heißt und von seiner Frau „Edchen“ genannt wird) und Heinz.
Annemaries Bruder Hans ist gestorben, seine zweite Frau Margot und die beiden Söhne Herbert und Waldemar sind spurlos aus der Geschichte verschwunden.
Als Anita und Marietta nach Deutschland kommen, ergeben sich zahlreiche Schwierigkeiten, weil die beiden reichen Mädchen sich nur schwer an das einfache Leben bei Rudolf und Annemarie gewöhnen können und nicht im Haushalt mithelfen wollen. Die bescheidene Marietta lebt sich jedoch bald ein und entfernt sich immer mehr von ihrer dominanten Zwillingsschwester. Auch die kleine Lotte lebt im Haus der Hartensteins bei dem Dienerehepaar Kunze, für das sie zum Tochterersatz wird. Die Verwandten – im Original Schlesier, nach 1945 jedoch Westfalen – werden nicht gefunden.
Eine dramatische Wendung tritt ein, als Rudolf einen Herzanfall erleidet und fürchtet, sterben zu müssen, ohne Ursel wiedergesehen zu haben. Heimlich schickt Marietta ein Telegramm an ihre Mutter und berichtet ihr von der Krankheit des Vaters. Eines Tages steht Ursel mit dem kleinen Juan unangemeldet vor der Tür, ihr Mann kommt bald darauf nach.
Am Ende entscheidet sich die fünfzehnjährige Marietta, in Deutschland bei Rudolf und Annemarie zu bleiben.

### Band 10 (9):Nesthäkchen im weißen Haar(1925)
Die nun zwanzigjährige Marietta lebt immer noch bei Rudolf und Annemarie. Sie arbeitet im Rahmen ihres Studiums in einem Kinderhort und ist dort eine beliebte „Tante“. Gemeinsam mit Cousine Gerda besucht sie die soziale Frauenschule, um Jugendfürsorgerin zu werden – ein in den zwanziger Jahren beliebter Beruf bei modernen, sozial engagierten Frauen. Mit ihrem Zwilling Anita hat sie sich mehr und mehr auseinandergelebt. Sie verliebt sich in Horst, den Sohn von Großonkel Klaus, der jedoch Anita verehrt und ihr nach Brasilien nachgereist ist. Die Verwandten rechnen mit der baldigen Verlobung der beiden, doch Anita verlobt sich überraschend mit Ricardo Orlando, dem Sohn reicher Nachbarn.
Eines Tages fällt Marietta eine Ähnlichkeit zwischen dem Kindergartenkind Lenchen und Lotte auf, dem Findelkind, das noch immer bei den Kunzes im Haus der Hartensteins lebt. Es stellt sich heraus, dass Lenchens Großmutter auch Lottes Großmutter und Lenchens Mutter Lottes Tante ist. Lotte bleibt bei den Kunzes, ist jedoch glücklich, die Verwandten gefunden zu haben, und pflegt den Kontakt zu ihnen.
Marietta begleitet eine Kindergruppe, die zur Erholung ans Meer reisen soll und auf dem Gut ihres Großonkels Klaus einquartiert wird. Hier erhält sie die Nachricht, dass ihr Großvater Rudolf erblindet ist. Erst eine Operation gibt ihm die Sehkraft zurück.
Marietta reist mit den Großeltern nach Italien und besucht in Genua Verwandte ihrer Großmutter väterlicherseits. Sie trifft auf Horst, der aus Brasilien zurückgekehrt ist. Die beiden kommen sich näher. Nach einem gemeinsam erlebten Erdbeben gesteht Horst Marietta seine Liebe.
Der Roman endet mit Horsts und Mariettas Hochzeit und Annemaries und Rudolfs Goldener Hochzeit. Die ganze Familie ist vollzählig versammelt, und Anita bringt ihre kleine Tochter Rosita mit zum Fest – Annemaries erstes Urenkelkind.
Der zeitlichen Logik zufolge müsste dieser Band mindestens in den 1960er Jahren spielen, das Ende mit der Goldenen Hochzeit ca. 1973, gleichwohl war die Entwicklung der Gesellschaft und insbesondere der Technik 1925 von Else Ury nicht vorherzusehen. 1928 wurde von ihr ein Kapitel (Das Radio) überarbeitet und dem damaligen moderneren Stand der Technik angepasst.

## Adaptionen

### Bearbeitung nach 1945
Die Nesthäkchen-Bände wurden bis in die 1930er Jahre vom Meidinger-Verlag und ab Ende der 1940er Jahre vom Hoch-Verlag Düsseldorf produziert.
Nach 1945 nahm der neue Herausgeber den ursprünglichen 4. Band, Nesthäkchen und der Weltkrieg, aus der Reihe, weil das Buch auf der Zensurliste der alliierten Kontrollbehörden stand. Urys Beschreibungen der Geschehnisse im und um den Ersten Weltkrieg waren zu wenig distanziert und wurden als kriegsverherrlichend eingestuft.
Die Geschichten wurden sprachlich und inhaltlich bearbeitet und bis auf den indizierten vierten Band neu veröffentlicht. Adjektive, adverbiale Bestimmungen und Nebensätze wurden gekürzt oder gestrichen, auch die Dialoge wurden gerafft, um das Buch moderner zu gestalten. Somit enthalten die heutigen Ausgaben nur noch 70 oder 80 % des Originaltextes von Else Ury.
Lange Zeit umfasste die Reihe nur noch 9 Bände. Zwischen Nesthäkchen im Kinderheim und Nesthäkchens Backfischzeit klaffte wegen des Fehlens von Band 4 deshalb eine zeitliche Lücke. Dieser Bruch in Annemarie Brauns sonst gleichmäßigem Lebenslauf wurde von einem nach 1945 hinzugefügten weiteren Kapitel am Ende von Band 3 aufgefangen, das die Ereignisse aus Nesthäkchen und der Weltkrieg zusammenfasst. 2014 wurde die Lücke geschlossen durch eine Neuauflage von Band 4 (Geest-Verlag, mit einem Vorwort von Marianne Brentzel).

### Übersetzungen
Einzelne Bände der Nesthäkchen-Reihe wurden vor dem Zweiten Weltkrieg ins Niederländische, Französische, Norwegische und Englische übersetzt. 2006 erschien eine amerikanische Ausgabe von Band 4: Nesthäkchen And The World War, übersetzt von Steven Lehrer.

### Verfilmung
Im Jahre 1983 wurde die Geschichte als Weihnachtsserie im ZDF gezeigt. Die Fernsehserie umfasst die Handlung der ersten drei Bände.

## Marianne BrentzelNesthäkchen kommt ins KZ
Dieser Titel gehört nicht zur Nesthäkchen-Reihe. Das 1992 erschienene Buch von Marianne Brentzel erzählt die Biographie der Nesthäkchen-Autorin Else Ury. Der Titel bezieht sich auf das Schicksal der Jugendschriftstellerin: Else Ury wurde als Deutsche jüdischer Herkunft vom nationalsozialistischen System mit Schreibverbot belegt, entrechtet, enteignet und 1943 im KZ Auschwitz ermordet. Nesthäkchen kommt ins KZ wird nicht mehr verlegt. 2007 veröffentlichte Brentzel eine überarbeitete und ergänzte Lebensbeschreibung der Autorin unter dem Titel: Mir kann doch nichts geschehen – Das Leben der Nesthäkchen-Autorin Else Ury.

## Sekundärliteratur
- Barbara Asper, Hannelore Kempin, Bettina Münchmeyer-Schöneberg: Wiedersehen mit Nesthäkchen: Else Ury aus heutiger Sicht. TEXTPUNKT Verlag, Berlin 2007, ISBN 978-3-938414-46-0.
- Marianne Brentzel: Mir kann doch nichts geschehen – Das Leben der Nesthäkchen-Autorin Else Ury. Edition Ebersbach, Berlin 2007, ISBN 978-3-938740-54-5.
- Dietmar Grieser: Tante Else. In: Die kleinen Helden. Insel Verlag, Frankfurt am Main 1991, ISBN 3-7844-2156-3.
- Klaus Ulrich Pech: Ein Nesthaken als Klassiker. In: Bettina Hurrelmann (Hrsg.): Klassiker der Kinder und Jugendliteratur. Fischer Verlag, Frankfurt am Main 1995, ISBN 3-596-12668-1.
- Susanne Zahn: Töchterleben – Studien zur Sozialgeschichte der Mädchenliteratur. dipa-Verlag, Frankfurt am Main 1983, ISBN 3-7638-0117-0.